# Nainggolan (plaats)
Nainggolan is een bestuurslaag in het regentschap Samosir van de provincie Noord-Sumatra, Indonesië. Nainggolan telt 1583 inwoners (volkstelling 2010).